# Classe Essex (portaerei)
La classe Essex, una versione ingrandita della classe Yorktown, ha rappresentato la più importante classe di portaerei statunitensi della seconda parte della seconda guerra mondiale. Della classe Essex fa parte la sottoclasse Ticonderoga, talvolta considerata classe a sé. Esse erano grandi bastimenti da circa 270 metri e 40.000 tonnellate.

## Costruzione
Con una dotazione standard di 91 aerei, con 90 cannoni antiaerei con calibri compresi tra il 20 e il 127 mm, con un'eccellente autonomia e grande quantità di carburante avio, esse hanno avuto grande successo. Il loro principale punto debole era il ponte di volo, costruito solo da 20 cm di legno, assolutamente non corazzato, per ridurre i pesi in alto, ma questa capacità di ospitare un gran numero di aerei grazie alle dimensioni conseguenti le rendeva vulnerabili in caso di bombardamenti o attacchi kamikaze. Le navi vennero costruite in due tipologie che differivano per 5 metri di lunghezza dello scafo. Le navi cosiddette "long hull" (a scafo lungo) formano la sottoclasse Ticonderoga dal nome della prima unità costruita. Originariamente le unità di questa classe non erano dotate di ponte di volo angolato, che fu aggiunto in un secondo tempo, tranne che per la USS Lake Champlain.

## Storia
La capoclasse Essex fu varata nell'aprile del 1942 ed entrò in servizio nello stesso anno. Partecipò a vari attacchi alle isole di Marcus e Wake, alle Isole Gilbert e Kwajalein; attacchi a Truk e alle Isole Marianne Settentrionali, Saipan, Guam, Tinian, Palau e alla battaglia del Mare delle Filippine; attacchi a Luzon, alla costa cinese, le Isole Ryukyu, Iwo Jima, Okinawa e al Giappone.
Nel novembre del 1944 fu colpita da un kamikaze a Leyte e di nuovo nell'aprile del 1945 al largo di Okinawa, ma riuscì a sopravvivere ad entrambi gli attacchi.

## Programmi di modernizzazione

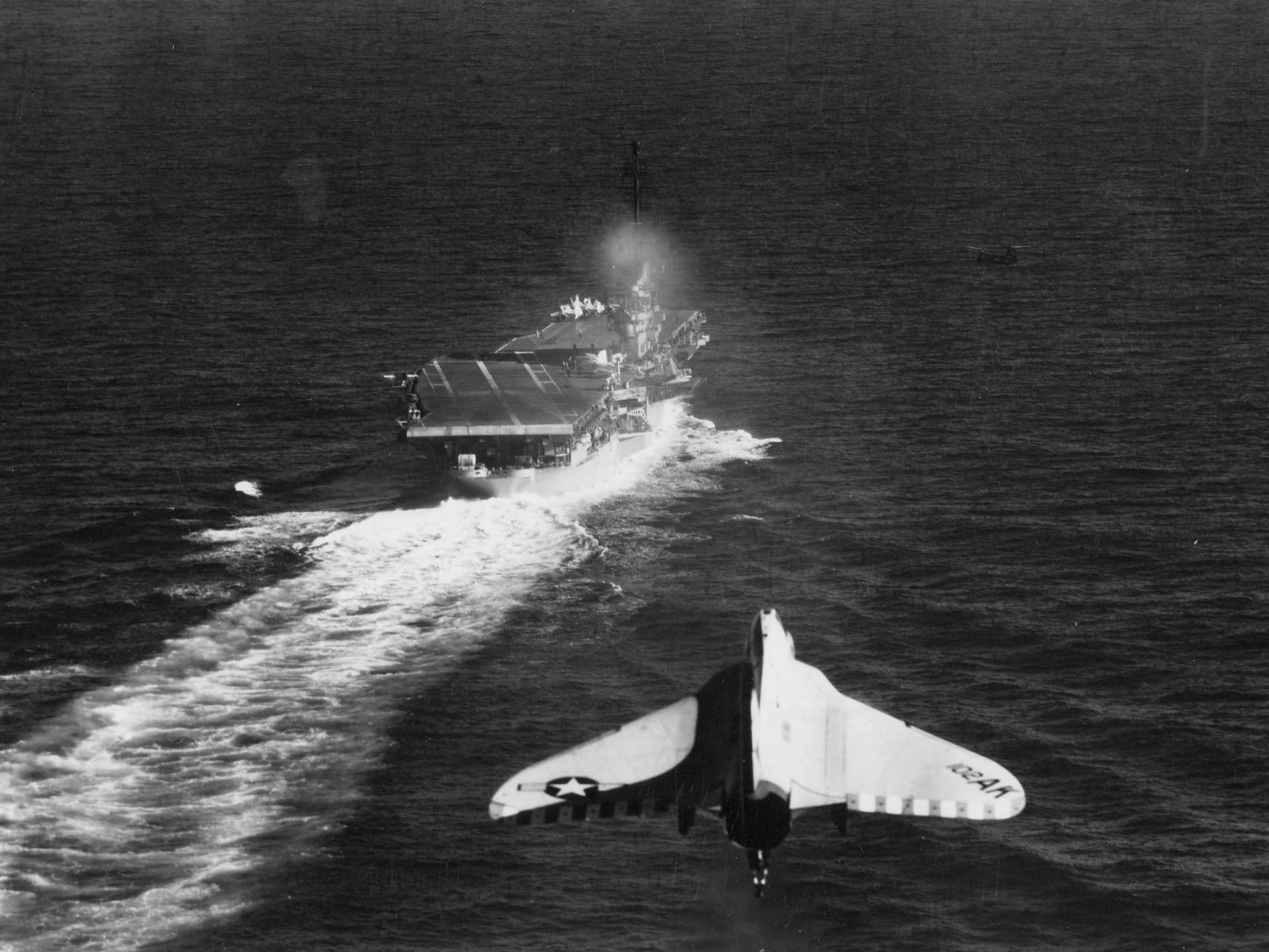
Uno F4D-1 Skyray in avvicinamento alla Essex durante la sua ultima crociera come portaerei d'attacco nel 1959–60.

### SCB-27
Dopo la fine della guerra, nel 1949, una consistente parte della classe venne sottoposta al programma di modernizzazione SCB-27, che metteva la nave in condizione di far operare aerei a reazione, e consisteva di un rinforzo alla struttura del ponte di volo, di un restringimento dell'isola, della creazione di rifugi blindati per i componenti dell'equipaggio che lavoravano sul ponte di volo, di stanze di riposo per gli equipaggi aerei in prontezza operativa e dell'adozione di catapulte di tipo diverso in base allo standard. Quasi tutta l'artiglieria venne sbarcata lasciando solo impianti singoli agli angoli del ponte e gli impianti Bofors da 40mm sostituiti con installazioni binate da 3". Infatti il programma SCB-27 prevedeva i differenti standard A (catapulte idrauliche H8, le più potenti disponibili negli anni quaranta), B e C (quest'ultimo comprendeva tra l'altro l'installazione di catapulte a vapore e la costruzione di depositi per lo stoccaggio di armi nucleari). La nave venne sottoposta a lavori per circa due anni in questa fase. In seguito le navi vennero riclassificate come CVA (Carrier Vessel Attack - portaerei d'attacco).

### SCB-125
Dopo la guerra di Corea, la Essex fu una delle 15 portaerei della sua classe ad essere sottoposta al programma di modernizzazione SCB-125, che comportò lavori della durata di circa 7/8 mesi. In questa fase le navi furono dotate di ponte di volo angolato e di un nuovo "hurricane bow", la cosiddetta "prua da uragano" che ne migliorava la tenuta al mare, e l'ascensore anteriore venne spostato dalla posizione centrale a quella laterale che a tutt'oggi è uno standard sulle navi portaerei. Tutte le navi furono sottoposte ai lavori di modernizzazione tranne una sola unità, la USS Lake Champlain (CV/CVA/CVS-39), che divenne così l'unica nave in servizio a non essere dotata di ponte di volo angolato.

## Impiego operativo
Dal 1966 vennero riconvertite al ruolo di nave antisommergibili (CVS), e in quest'ottica dotate di sonar a lungo raggio SQS-23. Durante la loro vita, ventidue navi sulle ventiquattro varate furono estensivamente impiegate in servizio attivo.
Altra unità celebre di questa classe è la USS Wasp.
Alcune unità, come la USS Oriskany, parteciparono alla guerra di Corea.

## Le unità della classeEssex
| Hull n. | Nave                            | Cantiere | Ordinata       | Impostazione   | Varata         | Entrata in servizio             | Ricostruita                               | Ri-assegnata                                       | Radiata                        | Destino                                                                                    |
| ------- | ------------------------------- | -------- | -------------- | -------------- | -------------- | ------------------------------- | ----------------------------------------- | -------------------------------------------------- | ------------------------------ | ------------------------------------------------------------------------------------------ |
| CV-09   | Essex                           | NNSD     | febbraio 1940  | aprile 1941    | luglio 1942    | dicembre 1942 Jan 1951          | SCB-27A, 1951 SCB-125, 1956 SCB-144, 1962 | CVA-9, 1952 CVS-9, 1960                            | Jan 1947 giugno 1969           | Demolita (giugno 1975)                                                                     |
| CV-10   | Yorktown (ex-Bon Homme Richard) | NNSD     | maggio 1940    | dicembre 1941  | gennaio 1943   | aprile 1943 Jan 1953            | SCB-27A, 1953 SCB-125, 1955 SCB-144, 1966 | CVA-10, 1953 CVS-10, 1957                          | Jan 1947 giugno 1970           | Nave museo (ottobre 1975)                                                                  |
| CV-11   | Intrepid                        | NNSD     | maggio 1940    | dicembre 1941  | aprile 1943    | agosto 1943 Feb 1952 Oct 1954   | SCB-27C, 1954 SCB-125, 1957 SCB-144, 1965 | CVA-11, 1952 CVS-11, 1961                          | Mar 1947 Apr 1952 marzo 1974   | Nave museo (agosto 1982)                                                                   |
| CV-12   | Hornet (ex-Kearsarge)           | NNSD     | settembre 1940 | agosto 1942    | agosto 1943    | novembre 1943 Mar 1951 Sep 1953 | SCB-27A, 1953 SCB-125, 1956 SCB-144, 1965 | CVA-12, 1953 CVS-12,1958                           | Jan 1947 May 1951 giugno 1970  | Nave museo (luglio 1989)                                                                   |
| CV-13   | Franklin                        | NNSD     | settembre 1940 | dicembre 1942  | ottobre 1943   | gennaio 1944                    |                                           |                                                    | febbraio 1947                  | Demolita (agosto 1966)                                                                     |
| CV-14   | Ticonderoga (ex-Hancock)        | NNSD     | settembre 1940 | febbraio 1943  | febbraio 1944  | maggio 1944 Oct 1954            | SCB-27C, 1954 SCB-125, 1957               | CVA-14, 1954 CVS-14, 1969                          | Jan 1947 settembre 1973        | Demolita (settembre 1975)                                                                  |
| CV-15   | Randolph                        | NNSD     | settembre 1940 | maggio 1943    | giugno 1944    | ottobre 1944 Jul 1953           | SCB-27A, 1953 SCB-125, 1956 SCB-144, 1961 | CVA-15, 1953 CVS-15, 1959                          | Feb 1948 febbraio 1969         | Demolita (maggio 1975)                                                                     |
| CV-16   | Lexington (ex-Cabot)            | FRSY     | settembre 1940 | luglio 1941    | settembre 1942 | febbraio 1943 Aug 1955          | SCB-27C/125, 1955                         | CVA-16,1955 CVS-16, 1962 CVT-16, 1969 AVT-16, 1978 | Apr 1947 novembre 1991         | Nave museo (giugno 1992)                                                                   |
| CV-17   | Bunker Hill                     | FRSY     | settembre 1940 | settembre 1941 | dicembre 1942  | maggio 1943                     |                                           |                                                    | gennaio 1947                   | Demolita (maggio 1973)                                                                     |
| CV-18   | Wasp (ex-Oriskany)              | FRSY     | settembre 1940 | marzo 1942     | agosto 1943    | novembre 1943 Sep 1951          | SCB-27A, 1951 SCB-125, 1955 SCB-144, 1964 | CVA-18, 1952 CVS-18, 1956                          | Feb 1947 luglio 1972           | Demolita (maggio 1973)                                                                     |
| CV-19   | Hancock (ex-Ticonderoga)        | FRSY     | settembre 1940 | gennaio 1943   | gennaio 1944   | aprile 1944 Feb 1954 Nov 1956   | SCB-27C, 1954 SCB-125, 1956               | CVA-19, 1952 CV-19, 1975                           | May 1947 Apr 1956 gennaio 1976 | Demolita (settembre 1976)                                                                  |
| CV-20   | Bennington                      | BNY      | dicembre 1941  | dicembre 1942  | febbraio 1944  | agosto 1944 Nov 1952            | SCB-27A, 1952 SCB-125, 1955 SCB-144, 1963 | CVA-20, 1952 CVS-20, 1959                          | Nov 1946 gennaio 1970          | Demolita (gennaio 1994)                                                                    |
| CV-21   | Boxer                           | NNSD     | dicembre 1941  | settembre 1943 | dicembre 1944  | aprile 1945                     | Amphib                                    | CVA-21, 1952 CVS-21, 1956 LPH-4, 1959              | dicembre 1969                  | Demolita (febbraio 1971)                                                                   |
| CV-31   | Bon Homme Richard               | BNY      | agosto 1942    | febbraio 1943  | aprile 1944    | novembre 1944 Jan 1951 Sep 1955 | SCB-27C/125, 1955                         | CVA-31, 1952                                       | Jan 1947 May 1953 luglio 1971  | Demolita (marzo 1992)                                                                      |
| CV-32   | Leyte (ex-Crown Point)          | NNSD     | agosto 1942    | febbraio 1944  | agosto 1945    | aprile 1946                     |                                           | CVA-32, 1952 CVS-32, 1953                          | maggio 1959                    | Demolita (marzo 1970)                                                                      |
| CV-33   | Kearsarge                       | BNY      | agosto 1942    | marzo 1944     | maggio 1945    | marzo 1946 Feb 1952             | SCB-27A, 1952 SCB-125, 1957 SCB-144, 1962 | CVA-33, 1952 CVS-32, 1958                          | Jun 1950 febbraio 1970         | Demolita (settembre 1970)                                                                  |
| CV-34   | Oriskany                        | BNY      | agosto 1942    | maggio 1944    | ottobre 1945   | settembre 1950 Mar 1959         | SCB-27, 1950 SCB-125A, 1959               | CVA-34, 1952 CV-34, 1975                           | Jan 1957 settembre 1976        | Affondata come parte di un programma per la creazione di relitti artificiali (maggio 2006) |
| CV-35   | Reprisal                        | BNY      | agosto 1942    | luglio 1944    | 1946           |                                 |                                           |                                                    |                                | Demolita (novembre 1949)                                                                   |
| CV-36   | Antietam                        | PNY      | agosto 1942    | marzo 1943     | agosto 1944    | gennaio 1945 Jan 1951           | Experimental angled deck, 1952            | CVA-36, 1952 CVS-36, 1953                          | 1949 maggio 1963               | Demolita (febbraio 1974)                                                                   |
| CV-37   | Princeton (ex-Valley Forge)     | PNY      | agosto 1942    | settembre 1943 | luglio 1945    | novembre 1945 Aug 1950          | Amphib                                    | CVA-37, 1952 CVS-37, 1954 LPH-5, 1959              | Jun 1949 gennaio 1970          | Demolita (maggio 1971)                                                                     |
| CV-38   | Shangri-La                      | NNY      | agosto 1942    | gennaio 1943   | febbraio 1944  | settembre 1944 May 1951         | SCB-27C/125, 1955                         | CVA-38, 1952 CVS-38, 1969                          | Nov 1947 luglio 1971           | Demolita (agosto 1988)                                                                     |
| CV-39   | Lake Champlain                  | NNY      | agosto 1942    | marzo 1943     | novembre 1944  | giugno 1945 Sep 1952            | SCB-27A, 1952                             | CVA-39, 1952 CVS-39, 1957                          | Feb 1947 maggio 1966           | Demolita (aprile 1972)                                                                     |
| CV-40   | Tarawa                          | NNY      | agosto 1942    | marzo 1944     | maggio 1945    | novembre 1945 Feb 1951          |                                           | CVA-40, 1952 CVS-40, 1955                          | Jun 1949 maggio 1960           | Demolita (ottobre 1968)                                                                    |
| CV-45   | Valley Forge                    | PNY      | giugno 1943    | settembre 1944 | novembre 1945  | novembre 1946                   | Amphib                                    | CVA-45, 1952 CVS-45, 1953 LPH-8, 1961              | gennaio 1970                   | Demolita (ottobre 1971)                                                                    |
| CV-46   | Iwo Jima                        | NNSD     | giugno 1943    | gennaio 1945   |                |                                 |                                           |                                                    |                                | Cancellata prima che fosse terminata                                                       |
| CV-47   | Philippine Sea                  | FRSY     | giugno 1943    | agosto 1944    | settembre 1945 | maggio 1946                     |                                           | CVA-47, 1952 CVS-47, 1955                          | dicembre 1958                  | Demolita (marzo 1971)                                                                      |